# Championnats de France de cyclisme sur piste 2011
Navigation
2010 2012
Les championnats de France de cyclisme sur piste 2011 sont des championnats de France de cyclisme sur piste qui se déroulent du 4 au 10 juillet sur le vélodrome de Saint-Denis-de-l'Hôtel, dans le département du Loiret en région Centre.

## Résultats

### Hommes
| Compétitions          | Or                                                                                          | Or             | Argent                                                                         | Argent         | Bronze                                                                            | Bronze         |
| --------------------- | ------------------------------------------------------------------------------------------- | -------------- | ------------------------------------------------------------------------------ | -------------- | --------------------------------------------------------------------------------- | -------------- |
| Épreuves élites       |                                                                                             |                |                                                                                |                |                                                                                   |                |
| Kilomètre             | Quentin Lafargue                                                                            | 1 min 03 s 253 | Michaël D'Almeida                                                              | 1 min 05 s 349 | François Pervis                                                                   | 1 min 06 s 671 |
| Keirin                | Quentin Lafargue                                                                            |                | Mickaël Bourgain                                                               |                | Charlie Conord                                                                    |                |
| Vitesse               | Grégory Baugé                                                                               |                | Quentin Lafargue                                                               |                | Mickaël Bourgain                                                                  |                |
| Vitesse par équipes   | Île-de-France Erwann Aubernon Benjamin Edelin Killian Evenot                                |                | Région Centre Anthony Jacques Julien Palma Enzo Boisset                        |                | Pays de la Loire Jérémy Paillusson Antoine Masson Maxence Pousse                  |                |
| Poursuite             | Matthieu Ladagnous                                                                          |                | Julien Morice                                                                  |                | Damien Gaudin                                                                     |                |
| Poursuite par équipes | Pays de la Loire Benoît Daeninck Damien Gaudin Julien Morice Bryan Coquard Morgan Lamoisson |                | Région Bretagne Laurent Pichon Nicolas Janvier Fabien Le Coguic Romain Le Roux |                | Aquitaine Vivien Brisse Kévin Labèque Jonathan Mouchel Matthieu Ladagnous         |                |
| Américaine            | Normandie Julien Duval Alexandre Lemair                                                     |                | Pays de la Loire Bryan Coquard Morgan Lamoisson                                |                | Europcar Damien Gaudin Kévin Réza                                                 |                |
| Course aux points     | Benoît Daeninck                                                                             | 64             | Pierre-Luc Périchon                                                            | 53             | Matthieu Ladagnous                                                                | 37             |
| Scratch               | Bryan Coquard                                                                               |                | Morgan Lamoisson                                                               |                | Vivien Brisse                                                                     |                |
| Épreuves espoirs      |                                                                                             |                |                                                                                |                |                                                                                   |                |
| Kilomètre             | Thomas Bonafos                                                                              | 1 min 05 s 290 | Florian Vernay                                                                 | 1 min 06 s 904 | Thierry Jollet                                                                    | 1 min 07 s 239 |
| Poursuite             | Fabien Le Coguic                                                                            |                | Kévin Labèque                                                                  |                | Jules Pijourlet                                                                   |                |
| Course aux points     | Kévin Labèque                                                                               | 27 pts         | Stéphane Duguenet                                                              | 17 pts         | Jules Pijourlet                                                                   | 16 pts         |
| Épreuves juniors      |                                                                                             |                |                                                                                |                |                                                                                   |                |
| Kilomètre             | Benjamin Édelin                                                                             | 1 min 05 s 945 | Julien Palma                                                                   | 1 min 06 s 155 | Thomas Cacheleux                                                                  | 1 min 06 s 994 |
| Keirin                | Benjamin Édelin                                                                             |                | Julien Palma                                                                   |                | Anthony Jacques                                                                   |                |
| Vitesse               | Julien Palma                                                                                |                | Benjamin Édelin                                                                |                | Anthony Jacques                                                                   |                |
| Poursuite             | Kévin Lesellier                                                                             |                | Olivier Le Gac                                                                 |                | Marc Fournier                                                                     |                |
| Poursuite par équipes | Normandie Kévin Lesellier Alexis Gougeard Marc Fournier Anthony Cowley Nicolas Castelot     |                | Région Bretagne Loic Jamet Olivier Le Gac Jordan Le Gal Geoffrey Millour       |                | Aquitaine Jean-François Bentz Thomas Boudat Benjamin Van Nieuwenhove Yoän Vérardo |                |
| Course aux points     | Yoän Vérardo                                                                                |                | Kévin Lesellier                                                                |                | Louis Brugerolles                                                                 |                |
| Américaine            | Julien Préau Marc Sarreau                                                                   |                | Thomas Boudat Yoän Vérardo                                                     |                | Nicolas Castelot Anthony Cowley                                                   |                |

### Femmes
| Compétitions      | Or             | Or | Argent             | Argent | Bronze          | Bronze |
| ----------------- | -------------- | -- | ------------------ | ------ | --------------- | ------ |
| Épreuves élites   |                |    |                    |        |                 |        |
| 500 m             | Sandie Clair   |    | Clara Sanchez      |        | Virginie Cueff  |        |
| Vitesse           | Clara Sanchez  |    | Sandie Clair       |        | Virginie Cueff  |        |
| Poursuite         | Aude Biannic   |    | Pascale Jeuland    |        | Jeannie Longo   |        |
| Course aux points | Jeannie Longo  |    | Émilie Blanquefort |        | Coralie Demay   |        |
| Scratch           | Clara Sanchez  |    | Pascale Jeuland    |        | Eugénie Duval   |        |
| Épreuves juniors  |                |    |                    |        |                 |        |
| 500 m             | Kristy Ciprien |    | Laudine Genée      |        | Julie Feller    |        |
| Vitesse           | Laudine Genée  |    | Kristy Ciprien     |        | Julie Feller    |        |
| Poursuite         | Eugénie Duval  |    | Valentine Morin    |        | Iris Sachet     |        |
| Course aux points | Eugénie Duval  |    | Iris Sachet        |        | Valentine Morin |        |